# Oscar Hammerstein II
Oscar Hammerstein II (12 de julio de 1895 - 23 de agosto de 1960) fue un libretista estadounidense, que nació y murió en Nueva York.

## Datos biográficos
Fue sobrino de Oscar Hammerstein I y dueño del Manhattan Opera House. Su ascenso a la fama se dio con una serie de comedias musicales y operetas, entre las que se encuentran: 
- Sunny (1924),
- Rose Marie (1924),
- The Desert Song (1926),
- Show Boat (1927).

A partir de 1943, trabajó junto a Richard Charles Rodgers en la adaptación de comedias y novelas, entre las cuales están: 
- Oklahoma (1943, premio Pulitzer especial)
- Carousel (1945)
- Allegro (1947)
- South Pacific (1949), premio Pulitzer)
- The King and I (1951).
- The sound of music (1959, en 1965 se hizo la película con Julie Andrews)

## Premios y distinciones
Premios Óscar
| Año  | Categoría              | Canción                      | Película       | Resultado |
| ---- | ---------------------- | ---------------------------- | -------------- | --------- |
| 1939 | Mejor canción original | «A Mist Over the Moon»       | Vidas opuestas | Nominado  |
| 1942 | Mejor canción original | «The Last Time I Saw Paris»  | Lady Be Good   | Ganador   |
| 1946 | Mejor canción original | «It Might As Well Be Spring» | State Fair     | Ganador   |